# Нова Весь (Моґіленський повіт)
Нова Весь (пол. Nowa Wieś) — село в Польщі, у гміні Єзьора-Великі Моґіленського повіту Куявсько-Поморського воєводства.
Населення — 324 особи (2011).
У 1975-1998 роках село належало до Бидгощського воєводства.

## Демографія
Демографічна структура станом на 31 березня 2011 року:
|          | Загалом | Допрацездатний вік | Працездатний вік | Постпрацездатний вік |
| -------- | ------- | ------------------ | ---------------- | -------------------- |
| Чоловіки | 161     | 29                 | 121              | 11                   |
| Жінки    | 163     | 28                 | 98               | 37                   |
| Разом    | 324     | 57                 | 219              | 48                   |